# PHF20
PHF20‏ (PHD finger protein 20) هوَ بروتين يُشَفر بواسطة جين PHF20 في الإنسان.